# FRINGE/フリンジ
『FRINGE/フリンジ』（フリンジ、原題：Fringe）は、アメリカ合衆国のSFテレビドラマ。J・J・エイブラムス、ブライアン・バーク、アレックス・カーツマン、ロベルト・オーチーらが製作。
ショーランナーは、シーズン4まではジェフ・ピンクナーとJ・H・ワイマンが共同で務めていたが、シーズン5はワイマン単独となっている。
FOX系列で2008年9月9日に放送開始。最終シーズンである第5シーズン（全13話）が2012年9月28日に放送開始。2013年1月18日に最終回が2時間枠で放送された（2話扱い）。全100話。
マサチューセッツ州ボストンを拠点に国土安全保障省の下で活動するFBIのFringeチームを描く。
世界中で発生する説明不能なおぞましい一連の事件「パターン」の捜査の為、チームは「fringe science」と呼ばれる型破りな手法を用いる。

## あらすじ
旅客機627便の乗員・乗客全員の肉体が溶け落ちるという奇怪な事件が起こった。
FBIボストン支局の女性捜査官オリビア・ダナムは、フリンジ・サイエンスの天才科学者のウォルター・ビショップ博士、そして彼の息子でIQ190の天才というピーターと共にこの謎に取り組む。
やがて、彼らは今回の事件は世界中で起きている一連の不可解な現象「パターン」の一端であることを知る。
国土安全保障省のフィリップ・ブロイルズ捜査官の指揮下に編成されたオリビア、ウォルター、ピーターらフリンジ・チームは、その後も次々に起きる「パターン」を調査することになる。
やがてオリビアは「パターン」の背後にある驚愕の事実、「もうひとつの世界」の存在を知る。そして、その世界との戦いが間近に迫っていることと、それにはウォルター、ピーター、そしてオリビア自身が深く関わっていることも...

## 演出
基本的に1話完結で奇妙な事件（おもに怪死事件・怪物・怪虫など）の捜査が行われるが、第1シーズン最終話以降はメインテーマであるパラレルワールドがストーリーの前面に出てくるようになる。第2シーズン中盤以降は怪事件の話よりもパラレルワールドの話が中心となっていき、終盤で向こう側の世界のフリンジ・チームが登場する。第3シーズンでは2つの世界のフリンジ・チームの捜査活動を交互に描きながら、双方の世界の住人たちが時には目的をもって、時には知らないうちにお互いの世界に影響を与え合う様子を描くという多重構造になっている。シリーズが進むにつれ、二つの世界、更に時間軸の異なる世界、未来世界が絡み合い、複雑な構造が増し、特異な能力を持つオリビアと二つの世界の明暗を握るピーターを軸にストーリーが展開されてゆく。
なお、毎回、どちらの世界の話が中心になっているかによってオープニング映像の色調が異なる（こちら側の場合は青色、向こう側の場合は赤色）という演出もされている。
また、過去や未来が舞台となるエピソードでは、特別なオープニング映像が使用されることがある。さらに、本編がアニメ仕様になっているエピソードもある。
パイロット版（第1話）の製作費は『LOST』とほぼ同じの1000万ドル。

## 製作
製作陣にはエイブラムス、カーツマン、オーチーら、劇場映画『スター・トレック』と共通のスタッフが多いが、『エイリアス』や『LOST』でエイブラムスを補佐したブライアン・バークやジェフ・ピンクナーらも参加している。また、キャストでも、レナード・ニモイが第1シーズン最終話から準レギュラーとして参加した。音楽もエイブラムス作品が多いマイケル・ジアッキーノとクリス・ティルトンが担当しているが、オープニング曲は『エイリアス』同様、エイブラムス自身が作曲した。

## パロディ
劇中には『スタートレック』へのオマージュだけでなく、『Xファイル』の捜査チームが同じ世界に存在していると示唆するセリフもある。
他のエイブラムス作品へのオマージュまたはセルフ・パロディとしては、47や108といった数の頻出も挙げられる。

## 放送

### 日本での放送
日本ではCSチャンネルスーパー!ドラマTVにて2010年10月23日にプレミア放送され、同11月23日からレギュラー放送になった。
第1シーズン2010年11月23日から2011年4月5日まで2か国語版（火曜22：00 ほか）と2010年11月25日から2011年4月7日まで字幕版（木曜日24:00 ほか）をレギュラー放送。2010年10月23日に第1話を先行放送。
第2シーズン2011年10月21日から2012年3月16日まで2か国語版（金曜22：00 ほか）と字幕版（金曜日24:00 ほか）をレギュラー放送。アメリカでは、11話目に「Unearthed」というエピソードがあるが、日本では未放送＆DVD未収録。なので、それを含めて全100話になる。
第3シーズン　2012年11月23日から2013年4月19日まで2か国語版をレギュラー放映。

### 番組時間
第1シーズンではCMが他番組より少なく、1話の放送時間が約50分におよぶこともあったが、第2シーズン以降は43分前後に落ち着いている。なお、CM枠の前後に意味ありげな画像が挿入される（アゲハ蝶、リンゴの断面、タツノオトシゴ、葉、手形、尾、カエル、マーガレットなど）が、ストーリーとの関連性は不明。

## 登場人物

### フリンジ・チーム
オリビア・ダナム (Olivia Dunham)
演 - アナ・トーヴ、日本語吹替 - 宮島依里
FBI捜査官。
第1話の事件ではFBI側の「連絡係」として関わるが、捜査能力を買われフリンジ・チームに参加する事になる。
人並み外れた記憶力を持つ。髪色はブロンド。聡明かつ冷静沈着だが、事件解決の為には単身危険に飛び込むような無茶もする。あまり感情的になることはないが、社交的で同僚や家族を気遣う側面もある。良きチームプレイヤー。
事件の科学的な解明をウォルターに依頼し、事件を解決してゆく。時折、人の話を聞かずに持論を展開する悪癖を発揮したり、FBIのやり方では通用しない相手や事象がある事を知らずに壁にぶつかってしまう事も。
幼少期にウォルターとベルが行った実験の被験者となっており、その際に投与された薬物『コーテキシファン』の影響によって超常的な能力を身に着けていたが、本人はそのことを覚えておらず、能力も失われていた。シーズン2で『向こう側の世界』の建物が内部の人間ごと世界を移動して『こちら側』の建物と融合する事件が起きた際、次の被害を阻止しようと能力を取り戻し、『向こう側の世界』のものを見分けることができるようになった。それによりピーターが『向こう側』の人間である事を知ってしまう。
『向こう側』のオリビアは（FBIではなく）国防総省のフリンジ・チームの一員で髪色は赤毛。性格は『こちら側』のオリビアとかなり違い、記憶力も彼女ほどではないが、射撃の名手である。また家族構成も違う（『こちら側』のオリビアの母は亡くなっているが、『向こう側』では生きている。その一方『向こう側』では妹が亡くなっているが、『こちら側』では生きている）。『こちら側』のオリビアに偽装していた際、ピーターの信用を得るために彼と友人以上の関係となり、子供を妊娠する。
シーズン4で登場する 時間軸の異なる世界では、『こちら側』のオリビアには子供の頃に妹と共にニーナ・シャープに引き取られ育てられた。2つの世界を移動する能力は開花していない。またピーターが存在しないため、子供を出産していない。
彼女を演じるアナ・トーヴとジョン・スコットを演じたマーク・バレーはこの番組がきっかけで2008年12月に結婚したが、2010年初頭に離婚した。
ウォルター・ビショップ (Walter Bishop)
演 - ジョン・ノーブル、日本語吹替 - 菅生隆之
科学者。
かつては「非主流科学」(fringe science)分野の政府研究者であり、「アインシュタインの後継者」と呼ばれるほどの人物だったが、実験中に死亡事故を起こした結果、オリビアより捜査依頼を受けるまで精神病棟に17年間入院させられていた。
フリンジ事件の大半はウォルターの大胆かつ奇抜な実験や推理によって解決に結び付けられるが、事件に使われる技術はかつてウォルターが研究したもの、それを発展させたものであることが多い。
捜査のための実験や解剖中に料理をしたり乳搾りをしたりと情緒が不安定である。若い頃のドラッグの経験談をよく語り、チームに加わってからも様々な理由で薬物を摂取している。記憶障害も患っているが、後に脳の一部が物理的に切除されているためと判明する。その手術がウィリアム・ベルによって行われたことを思い出してからは彼を恨むが、実際にはウォルター自身の頼みにベルが応えたのが真相であった。
シーズン2では真剣に社会復帰を望むようになり努力する。大抵は空回りして、ピーターやアストリッドらに迷惑をかけることとなるが、若干は他者とのコミュニケーションが出来るようになる。
ハーバード大学内にラボを構えていたが、入院後は閉鎖され、物置同然の扱いであった。退院後、フリンジ・チームの捜査に協力するための拠点として再開される。
元々の姓は「ビショフ」である。1943年に父ロバートと共にアメリカに来てから現在の姓「ビショップ」に改姓した。実は父はナチスに潜入した連合国のスパイだったが、表向きはナチスだった事により1933年に渡米した事にしていた。
かつて7歳の息子・ピーターを病気で失っている。自分が発明したもうひとつの世界を見ることができる「窓」を通して、『向こう側の世界』のピーターも『こちら側』と同じ病を患っていることを知り、また『向こう側』のウォルター（自分と区別するために「ウォルタネイト」と命名）がその治療法を探している姿を応援していた。ウォルタネイトは苦心して治療薬に辿り着くが、監視人のミスによりその薬を失敗作と思い込んでしまったことから、ウォルターは自ら世界を越えて『向こう側』のピーターを助けようとした。本来は治療薬を『向こう側』に持ち込むだけの予定だったが、世界間を移動する際に薬が失われてしまったため、『向こう側』のピーターを『こちら側』に連れてきて治療を行った。その後も「息子」を手放すことができず、彼をそのまま『こちら側』へ引き留めてしまう。
『向こう側』のウォルター（ウォルタネイト）は国防総省の長官でフリンジ・チームは彼の統括下にある。『こちら側』のウォルターがピーターを誘拐したこと、およびその世界間移動の影響によって『向こう側の世界』が崩壊の危機にあるため、『こちら側の世界』を破壊しようと目論む。
ピーター・ビショップ (Peter Bishop)
演 - ジョシュア・ジャクソン、日本語吹替 - 中谷一博
ウォルターの息子。IQ190、マルチリンガルの天才である。両親の不在から家を飛び出して以来、裏社会で後ろ暗い生活を送っていた経緯があり、過去7度の逮捕歴を持つ。その点をダナムに利用されて捜査協力を強要され、ウォルターの後見人となり嫌々チームを手伝う事に。様々な分野への幅広い人脈を持っており、FBIでさえ入手できない情報を軽々と手に入れることもある。
専門用語を噛み砕いて説明するなどのウォルターのサポートが主な仕事。これを「通訳」と呼んで嫌がり、またウォルターと確執があったためチームを辞めようともするが、「パターン」事件の解決に意義を見出してチームに留まる。その際、国土安全保障省外部顧問という肩書きを得た。前向きに捜査に取り組むようになってからは、ウォルターにもない発想で事件を解決に導いたこともある。
自身の幼少期の記憶とウォルターの思い出話がしばしば食い違うことを、ウォルターの記憶障害によるものとして流していたが、実際には自分が『向こう側の世界』の生まれでありウォルターが実父ではないためであった。シェイプシフターの引き起こした事件で自身の素性に気づき、ウォルタネイトの誘いに乗って『向こう側』へ帰還するが、自分が二つの世界の存亡の鍵を握っていることを知る。
シーズン3終幕で「装置」を使用して二つの世界の危機を回避するが、自身は消滅し、未来に飛ばされてしまう。
シーズン4で復活するが、すべての人が彼の存在を忘れている状況に、異なる時間軸（二つの世界にピーターが既に死亡している）の世界に来てしまったと結論する。
フィリップ・ブロイルズ (Phillip Broyles)
演 - ランス・レディック、日本語吹替 - 山野井仁
国土安全保障省捜査官。
フリンジ・チームの指揮官。当初オリビアのことを快く思っていなかったが、彼女の捜査能力が優れていることを認め、チームに抜擢する。ウォルターに対してはラボでの奇行ぶりに呆れるが、やがて「パターン」事件の解決に欠かせない人材であることを理解する。
一見、クールな仏頂面だが、チームの面々が危機に直面した際などは感情を露わにする。現場主義者で、オリビアの捜査を妨害しようとする人間や圧力から守っている。立身出世などに興味はなく、真剣に世界の安全を守ることに取り組んでいるが、その姿勢が災いして妻とは離婚している。
『向こう側』のブロイルズも国防総省のフリンジ・チームの指揮官。『こちら側』と同様に仕事をこなしているが、妻からは職務を理解されており離婚していない。シーズン3で死亡したが、シーズン4では異なる時間軸の世界であり、シーズン3での死亡に繋がる事件そのものが存在しなかったようで生存している。過去の事件により生命力を抜き取られ長く生きることが出来ない状態になっていた息子を助けるためデビッド・ロバート・ジョーンズたちに情報を流していたが、そのことが原因でリンカーンが死亡したことで自首し身柄を拘束される。
アストリッド・ファーンズワース (Astrid Farnsworth)
演 - ジャシカ・ニコル、日本語吹替 - 佐藤ゆうこ
FBI捜査官。ラボに常駐してウォルターの実験や解剖などの手伝い、パソコンを使用して情報検索、更に買い物や掃除などの雑用まで黙々とこなす。ウォルターと接する時間が長いものの度々名前を忘れられ、アストロ、アスピリンなどと間違えて呼ばれる。
学生時代の専攻は言語学、副専攻はコンピューター科学で、その方面の知識から捜査にも寄与する。趣味で暗号を学んだ時期があり、ウォルターやピーターが解けなかった暗号の解読にも成功している。
『向こう側』のアストリッドも国防総省のフリンジ・チームの一員だが、常に軍服姿でコンピュータのスペシャリストであり、かつ常人を遥かに凌ぐ計算能力を持つ。
シーズン4では消滅したピーターに代わってオリビアと現場に赴き、情報を博士に伝え、指示を仰ぐようになった。
リンカーン・リー (Lincoln Lee)
演 - セス・ガベル、日本語吹替 - 佐藤拓也
『向こう側の世界』のフリンジ・チームの一員でチームのリーダー格。 シーズン2で『向こう側』の世界へ行ったオリビア一行を追跡、同行していた能力者を射殺したが、もう一人のパイロキネシスによって全身に重度の火傷を負う。火傷の治療のため一時的にチームを離れるが、動ける程度に治療が進んだ時点で医者に止められているにもかかわらず復帰する。シーズン4で捉えたシェイプシフターを護送する際に襲撃を受け死亡。
『こちら側』ではハートフォードのFBI捜査官だが、『向こう側』のリンカーンの方が先に登場する。シーズン4で新世代シェイプシフター絡みの事件で強引に捜査に加わり、その優秀な観察力・洞察力を認められ、フリンジ・チームの一員となる。いかにもFBI特別捜査官らしいスーツ姿と眼鏡で『向こう側』のリンカーンとは大きくイメージが異なる。オリビアに思いを寄せていたがピーターの登場、それによるオリビアの変化などでチーム内での疎外感を持つようになり、『向こう側』のチームと活動するうちに心の平安を感じるようになり、『向こう側』の世界に残ることを決断する。

### FBI
チャーリー・フランシス (Charlie Francis)
演 - カーク・アセヴェド、日本語吹替 - 花輪英司
FBI捜査官。オリビアの元相棒。私的にも友人であり、よき理解者。
オリビアの要請に応じて即座にデータ照会を行ったり、自身共々容疑者宅に強襲チームを派遣したりと、フリンジ・チームをFBIの立場からサポートする。妻帯者である。オリビアとジョンの関係には前々から気付いていたが周囲には黙っていた。
シーズン2の冒頭、オリビアを狙う『向こう側』の兵士「シェイプシフター」に殺され、姿を奪われてしまう。その後、遺体は焼却炉で処分されてしまった。
『向こう側』のチャーリーは国防総省のフリンジ・チームの一員。過去の事件により体内に蜘蛛を産み付けられており、そのことを度々リンカーンに茶化される。両方の世界のオリビアが入れ替わっているとき、別人になっているのではないかと疑っていた。
ジョン・スコット (John Scott)
演 - マーク・バレー、日本語吹替 - 古澤徹
FBI捜査官。
オリビアの相棒であり、恋人。しかし危険な技術をブローカーに売り捌いていたことがわかり、逃走中に事故死した。オリビアが捜査のために遺体との意識共有を試みたことから、彼女の脳に記憶の一部が移り、幻覚として度々現れ捜査のヒントを与える。
実は大物ブローカーを突き止めるため非公式に潜入捜査をしていたのだが、その事情は伏せられ、表向きは反逆者として葬られることになった。
ミッチェル・ローブ (Mitchell Loeb)
演 - チャンス・ケリー
FBI捜査官。
実はZFTのメンバーでもあり、ジョーンズを脱獄させるために誘拐や銀行強盗などに手を染めていた。ジョーンズの指示でオリビアを誘拐するが、彼女自身に犯行を暴かれ逮捕された。
サンフォード・ハリス (Sanford Harris)
演 - マイケル・ガストン、日本語吹替 - 宝亀克寿
ブロイルズの友人で、内部調査部の依頼でフリンジ・チームの視察役となる。かつて性的暴行の容疑でオリビアに逮捕された経緯があり、彼女を嫌っている。そのことが原因で彼女やフリンジ・チームに様々な圧力をかけ捜査を妨害する。ある事件で死亡した。

### マッシブ・ダイナミック社
ニーナ・シャープ (Nina Sharp)
演 - ブレア・ブラウン、日本語吹替 - 宮寺智子
マッシブ・ダイナミック社重役。
ウィリアム・ベルの側近であり、最先端技術を有する謎多き会社の科学技術部門を率いる。マッシブ・ダイナミックに入社する前はマラソン選手だったらしい。ブロイルズとは旧知の仲である。
右腕にハイテク義手を身につけている。オリビアとの初対面時には癌で失ったと説明していたが、実際はかつて『向こう側の世界』に行こうとしたウォルターを止めようとして世界の狭間に巻き込まれたことによる。その経緯から、ピーターの秘密を知る数少ない人間の一人である。
シーズン4では異なる時間軸の世界であり、両親が他界したダナム姉妹の育ての親である。そのためオリビアとは非常に親しい。シーズン4では向こう側のニーナ・シャープはデビッド・ロバート・ジョーンズと共にウィリアム・ベルの計画を実行するために新型シェイプシフターを使い暗躍した。
ウィリアム・ベル (William Bell)
演 - レナード・ニモイ、日本語吹替 - 小川真司
マッシブ・ダイナミック社創設者。
ウォルターのかつての盟友であったが、過去の出来事で袂を分かった。滅多に人前に姿を見せることがなく、オリビアが捜査に訪れる際もニーナがマッシブ・ダイナミック社の顔役となっている。
2つの世界を知る数少ない人間の一人だが、世界間移動を繰り返した影響で不安定な存在となっており、『向こう側』の世界から戻ることができずにいた。シーズン2の終盤、『向こう側』を訪れたオリビアとウォルターに再会するが、オリビアが開いた世界間移動のゲートを維持するためのエネルギーとしてその身を捧げ、消滅する。
初めてオリビアを『向こう側』に呼び寄せた際、他人に魂を移す発明『ソウルマグネット』によって オリビアに魂を移していた。シーズン3にてオリビアの肉体を宿主として復活、死体へ魂を移すことを試みるが上手くいかず、逆に時間の経過と共にオリビアの魂が消滅の危機に瀕していることを察知、ピーター等と共にオリビアの深層心理の世界からオリビアを助け出し、そのまま魂も消滅する。
『向こう側』のベルは事故死しており、ウォルター（ウォルタネイト）とは出会っていない。
シーズン4では異なる時間軸の世界であるため、過去に事故で死亡したことになっている。しかし、実際には事故を偽装し、『向こう側』の世界に潜伏しながら両方の世界を破壊し、その後に自らの理想の世界を創造するための準備を行っていた。この計画は元々は両方の世界のピーターを死なせてしまったウォルターが自暴自棄になり考え出したものだったが、ウォルターはそんな自分を恐れて脳の部分切除手術を受けた。デビッド・ロバート・ジョーンズや向こう側のニーナ・シャープを使い、二つの世界を衝突させるためにオリビアにコーテキシファンの投与や力の覚醒を促したが、ウォルターがオリビアを殺害したことで計画は破綻、『向こう側』へ逃走した。
シーズン5ではウォルターたちと共にアンバーに閉じ込められている。救出されたウォルターはベルの金庫を開けるために必要な手だけを切り取り持ち去った。ウォルター曰く、アンバーに閉じ込められる前にベルは監視人側に寝返っていた。

### 監視人
髪の毛はおろか眉毛も全く無い、謎に包まれた人物。歴史的に大きな事件・事故の現場に何度も居合わせていて、何も干渉せず静かに眺めている。その様子からフリンジ・チームは「監視人」と呼んでいる。当初チームが存在を把握していたのは一人だけであったが、やがて複数人いることが判明する。
食事の時は唐辛子のスライスを大量にのせたり、胡椒を一瓶まるごとかけたり、タバスコを大量にふりかけたりするなど、味覚が弱いことがうかがえる。また銃弾を素手で止めたり、相手の発言を先読みして相手と同時に喋ったりと、通常の人間を超える能力を持っている。
その正体は感情を排除して知性を高め続けていった結果作られた進化した人類。現代に現れた監視人たちは未来から送り込まれた12人の科学者である。
セプテンバー (September/The Observer)
演 - マイケル・サーヴェリス、日本語吹替 - 青山穣
ウォルターに馴染みの深い監視人。湖に落ちたウォルターとピーターを助けた。
『向こう側』の世界でウォルタネイトがピーターの治療薬を完成させる瞬間を監視するため研究所に侵入したが、ウォルタネイトに気づかれて会話を交わす。その間に成功を示す化学反応が治療薬から消えてしまい、ウォルタネイトは治療薬が失敗だったと思い込み、『向こう側の世界』では治療薬が作成されなくなってしまう。このミスを訂正するため、湖に落ちたウォルターとピーターを助けた。
シーズン4では胸に銃創を負った状態でオリビアの前に現れ「全ての未来を見てきたが、君は死ぬ」と告げる。
シーズン5では監視人であるための装置を抜き取られているため、通常の人間と同様の存在になっている。ドナルドと名乗っている。ピーターを助けたことやフリンジ・チームに度々助言していたことは、未来世界で「不良品」として処分されるはずだった自身の息子を守るための行動だった。監視人たちによる侵略の運命を変え、息子を守るために未来へ移動しようとするが直前に銃弾を受け死亡する。
オーガスト 
演 - ピーター・ウッドウォード
例外的に、監視対象の人間に情が移って行動を起こした監視人。
飛行機事故により死ぬ運命であった女性を救い、「重要」ではない女性の死を回避したことは自然の摂理をねじ曲げることだと他の監視人から非難された。女性の殺害に差し向けられた暗殺者と戦う中、あえて暗殺者の銃弾を受けることで、女性に「監視人の死に関与した」というを重要性与えて命を救った。セプテンバーに対して、彼女を愛したのだと語り涙を流して息絶えた。

### ZFT
デビッド・ロバート・ジョーンズ (David Robert Jones)
演 - ジャレッド・ハリス、日本語吹替 - 森田順平
遺伝子兵器の専門家でウィリアム・ベルのかつての弟子。テロリスト集団「ZFT］のリーダー格。国家機密の所持で逮捕され、ドイツのヴィッセンシャフト拘置所に収監されている。後にある装置を使って脱走し、2つの世界の扉を開いてベルの元に行こうとするが、ウォルターから扉を閉ざす装置を預かったピーターが装置を作動させた為、2つの世界の境界に断ち切られ絶命した。
シーズン4で登場する時間軸の異なる世界では、ピーターが存在しないため無事 向こう側へ移り、拘置所から脱走した際の肉体の崩壊もほぼ治療していた。両方の世界を脅かす新型シェイプシフターを製造し、部下として使っている。実はウィリアム・ベルの指示で動く部下であり、向こう側のニーナ・シャープと共に両方の世界を破壊するための準備をしていた。オリビアの力を十分に覚醒させるため目の前でピーターを殺害しようとし、それを止めるためにピーターの肉体を操ったオリビアによって殺害される。
サマンサ・ローブ (Samantha Loeb)
演 - トリニ・アルバラード
ミッチェル・ローブの妻。彼女もまたZFTのメンバーであり、ミッチェルに疑惑を抱いたオリビアを殺害しようとするが、逆に射殺されてしまった。

### その他
レイチェル (Rachel Dunham)
演 - アリ・グレイノール、日本語吹替 - 小島幸子
オリビアの妹。グレッグという夫がいるが彼女曰く最低の男で、夫の元を離れ娘を連れてオリビアの家に居候している。ピーターと仲がいい。『向こう側の世界』では死亡している。
エラ (Ella Blake)
レイチェルの娘。『向こう側』には母親のレイチェルがいないため、存在していない。
演 - リリー・ピルブラド (Lily Pilblad)
ヨハン・レノックス (Johann Lennox)
演 - ケネス・タイガー
ドイツのヴィッセンシャフト拘置所の所長。規則や決まり事に厳格で融通の利かない性格。
サム・ワイス (Sam Weiss)
演 - ケヴィン・コリガン、日本語吹替 - 志村知幸
シーズン2でニーナがオリビアに紹介した男。不安定な精神状態にあるオリビアを救うために尽力する。
シェイプシフター
『向こう側の世界』から送り込まれた人造人間。変換装置を使用することで他人の姿形をコピーすることができ、殺害した人間になりすましてスパイ行為や暗殺を行う。変換装置は各個人専用であり、他人の物は使用できないようになっている。そのため、自身の変換装置が破壊されたシェイプシフターは変身能力を失ってしまう（最後にコピーした姿のままになる）。人間離れした身体能力を有し、身体に何発も銃弾を受けても戦闘を継続出来る。頭部に銃弾を受けることで絶命する。
血液の代わりに体内には水銀が流れており、尾てい骨の辺りに記憶装置が埋め込まれている。
シェイプシフターの中には潜伏先の妻や子供との生活に馴染み過ぎたことで、リーダーの命令に背くものもいる。
最終的にリーダーは 向こう側のオリビアに、生き残って潜伏していた者たちは記憶装置内の情報を欲するピーターによって殺害された。

## エピソード一覧

### シリーズ一覧
| シーズン | シーズン | エピソード | 米国での放送日                  | 米国での放送日                  |
| シーズン | シーズン | エピソード | 初回                            | 最終回                          |
| -------- | -------- | ---------- | ------------------------------- | ------------------------------- |
|          | 1        | 20         | 2008年09月09日                  | 2009年05月12日                  |
|          | 2        | 23         | 2009年09月17日                  | 2010年05月20日                  |
|          | 3        | 22         | 2010年09月23日                  | 2011年05月06日                  |
|          | 4        | 22         | 2011年09月23日                  | 2012年05月11日                  |
|          | 5        | 13         | 2012年09月28日                  | 2013年01月18日                  |
| トータル | トータル | 100        | 2008年09月09日 – 2013年01月18日 | 2008年09月09日 – 2013年01月18日 |

### シーズン1 （2008年 - 2009年）
| 通算 | 話数 | タイトル         | 原題                                | 監督                           | 米国放送日     | 視聴者数 (万人) |
| ---- | ---- | ---------------- | ----------------------------------- | ------------------------------ | -------------- | --------------- |
| 1    | 1    | フライト627      | Pilot                               | アレックス・グレイヴス         | 2008年09月09日 | 913             |
| 2    | 2    | 80歳の赤ん坊     | The Same Old Story                  | ポール・エドワーズ             | 2008年09月16日 | 1,327           |
| 3    | 3    | 預言する男       | The Ghost Network                   | フレデリック・E・O・トーイ     | 2008年09月23日 | 942             |
| 4    | 4    | 監視人           | The Arrival                         | ポール・エドワーズ             | 2008年09月30日 | 991             |
| 5    | 5    | 潜在能力         | Power Hungry                        | Christopher Misiano            | 2008年10月14日 | 916             |
| 6    | 6    | 不治の病         | The Cure                            | Bill Eagles                    | 2008年10月21日 | 891             |
| 7    | 7    | 寄生虫           | In Which We Meet Mr. Jones          | ブラッド・アンダーソン         | 2008年11月11日 | 861             |
| 8    | 8    | 誘拐             | The Equation                        | グウィネス・ホーダー＝ペイトン | 2008年11月18日 | 918             |
| 9    | 9    | 幻覚             | The Dreamscape                      | フレデリック・E・O・トーイ     | 2008年11月25日 | 770             |
| 10   | 10   | 記憶             | Safe                                | Michael Zinberg                | 2008年12月02日 | 854             |
| 11   | 11   | 裏切り           | Bound                               | フレデリック・E・O・トーイ     | 2009年01月20日 | 1,196           |
| 12   | 12   | 殺人プログラム   | The No-Brainer                      | ジョン・ポルソン               | 2009年01月27日 | 1,162           |
| 13   | 13   | 突然変異         | The Transformation                  | ブラッド・アンダーソン         | 2009年02月03日 | 1,278           |
| 14   | 14   | テスト           | Ability                             | Norberto Barba                 | 2009年02月10日 | 983             |
| 15   | 15   | 幽閉             | Inner Child                         | フレデリック・E・O・トーイ     | 2009年04月07日 | 988             |
| 16   | 16   | 遺伝子操作       | Unleashed                           | ブラッド・アンダーソン         | 2009年04月14日 | 1,015           |
| 17   | 17   | 悪夢             | Bad Dreams                          | アキヴァ・ゴールズマン         | 2009年04月21日 | 989             |
| 18   | 18   | 誘う女           | Midnight                            | ボビー・ロス                   | 2009年04月28日 | 962             |
| 19   | 19   | パイロキネシス   | The Road Not Taken                  | フレデリック・E・O・トーイ     | 2009年05月05日 | 925             |
| 20   | 20   | もうひとつの世界 | There's More Than One of Everything | ブラッド・アンダーソン         | 2009年05月12日 | 928             |

### シーズン2 （2009年 - 2010年）
| 通算 | 話数 | タイトル             | 原題                                   | 監督                       | 米国放送日     | 視聴者数 (万人) |
| ---- | ---- | -------------------- | -------------------------------------- | -------------------------- | -------------- | --------------- |
| 21   | 1    | 新しい日             | A New Day in the Old Town              | アキヴァ・ゴールズマン     | 2009年09月17日 | 782             |
| 22   | 2    | 地下生物             | Night of Desirable Objects             | ブラッド・アンダーソン     | 2009年09月24日 | 573             |
| 23   | 3    | 結晶化               | Fracture                               | ブライアン・スパイサー     | 2009年10月01日 | 603             |
| 24   | 4    | 銀色の血             | Momentum Deferred                      | ジョー・チャペル           | 2009年10月08日 | 583             |
| 25   | 5    | 夢遊病               | Dream Logic                            | ポール・エドワーズ         | 2009年10月15日 | 578             |
| 26   | 6    | 灰化                 | Earthling                              | ジョン・カサー             | 2009年11月05日 | 486             |
| 27   | 7    | マインドコントロール | Of Human Action                        | ジョー・チャペル           | 2009年11月12日 | 591             |
| 28   | 8    | オーガスト           | August                                 | Dennis Smith               | 2009年11月19日 | 590             |
| 29   | 9    | 密航船               | Snakehead                              | Paul Holahan               | 2009年12月03日 | 694             |
| 30   | 10   | 移植                 | Grey Matters                           | ヤノット・シュワルツ       | 2009年12月10日 | 632             |
| 31   | 11   | 復活                 | Unearthed                              | フレデリック・E・O・トーイ | 2010年01月11日 | 772             |
| 32   | 12   | エダイナ             | Johari Window                          | ジョー・チャペル           | 2010年01月14日 | 660             |
| 33   | 13   | 感染                 | What Lies Below                        | デラン・サラフィアン       | 2010年01月21日 | 690             |
| 34   | 14   | ホロコースト         | The Bishop Revival                     | アダム・デヴィッドソン     | 2010年01月28日 | 890             |
| 35   | 15   | ジャクソンビル       | Jacksonville                           | Charles Beeson             | 2010年02月04日 | 740             |
| 36   | 16   | ピーター             | Peter                                  | David Straiton             | 2010年04月01日 | 597             |
| 37   | 17   | コーテキシファン     | Olivia. In the Lab. With the Revolver. | ブラッド・アンダーソン     | 2010年04月08日 | 633             |
| 38   | 18   | 白いチューリップ     | White Tulip                            | Thomas Yatsko              | 2010年04月15日 | 662             |
| 39   | 19   | 真実の代償           | The Man from the Other Side            | Jeffrey Hunt               | 2010年04月22日 | 584             |
| 40   | 20   | ガラスの心臓         | Brown Betty                            | Seith Mann                 | 2010年04月29日 | 555             |
| 41   | 21   | 忍び寄る影           | Northwest Passage                      | ジョー・チャペル           | 2010年05月06日 | 582             |
| 42   | 22   | 帰還: Part 1         | Over There: Part 1                     | アキヴァ・ゴールズマン     | 2010年05月13日 | 600             |
| 43   | 23   | 帰還: Part 2         | Over There: Part 2                     | アキヴァ・ゴールズマン     | 2010年05月20日 | 568             |

### シーズン3 （2010年 - 2011年）
| 通算 | 話数 | タイトル                              | 原題                                      | 監督                       | 米国放送日     | 視聴者数 (万人) |
| ---- | ---- | ------------------------------------- | ----------------------------------------- | -------------------------- | -------------- | --------------- |
| 44   | 1    | オリビア                              | Olivia                                    | ジョー・チャペル           | 2010年09月23日 | 583             |
| 45   | 2    | 箱                                    | The Box                                   | Jeffrey Hunt               | 2010年09月30日 | 524             |
| 46   | 3    | 連鎖                                  | The Plateau                               | ブラッド・アンダーソン     | 2010年10月07日 | 519             |
| 47   | 4    | シェイプシフターは電気羊の夢を見るか? | Do Shapeshifters Dream of Electric Sheep? | Ken Fink                   | 2010年10月14日 | 522             |
| 48   | 5    | アンバー                              | Amber 31422                               | David Straiton             | 2010年11月04日 | 480             |
| 49   | 6    | 6955 kHz                              | 6955 kHz                                  | ジョー・チャペル           | 2010年11月11日 | 482             |
| 50   | 7    | キャンディマン                        | The Abducted                              | チャック・ラッセル         | 2010年11月18日 | 485             |
| 51   | 8    | 再会                                  | Entrada                                   | ブラッド・アンダーソン     | 2010年12月02日 | 513             |
| 52   | 9    | ドナー                                | Marionette                                | ジョー・チャペル           | 2010年12月09日 | 474             |
| 53   | 10   | 運命                                  | The Firefly                               | Charles Beeson             | 2011年01月21日 | 487             |
| 54   | 11   | 記憶装置                              | Reciprocity                               | ヤノット・シュワルツ       | 2011年01月28日 | 453             |
| 55   | 12   | 交錯する想い                          | Concentrate and Ask Again                 | Dennis Smith               | 2011年02月04日 | 426             |
| 56   | 13   | 絶滅                                  | Immortality                               | ブラッド・アンダーソン     | 2011年02月11日 | 374             |
| 57   | 14   | 愛の力                                | 6B                                        | Thomas Yatsko              | 2011年02月18日 | 402             |
| 58   | 15   | 家族                                  | Subject 13                                | フレデリック・E・O・トーイ | 2011年02月25日 | 402             |
| 59   | 16   | オスミウム                            | Os                                        | ブラッド・アンダーソン     | 2011年03月11日 | 364             |
| 60   | 17   | 魂の救済                              | Stowaway                                  | Charles Beeson             | 2011年03月18日 | 380             |
| 61   | 18   | 保因者                                | Bloodline                                 | Dennis Smith               | 2011年03月25日 | 384             |
| 62   | 19   | LSD                                   | Lysergic Acid Diethylamide                | ジョー・チャペル           | 2011年04月15日 | 365             |
| 63   | 20   | 序曲                                  | 6:02 AM EST                               | ヤノット・シュワルツ       | 2011年04月22日 | 333             |
| 64   | 21   | 最初の人々                            | The Last Sam Weiss                        | Thomas Yatsko              | 2011年04月29日 | 352             |
| 65   | 22   | 終焉                                  | The Day We Died                           | ジョー・チャペル           | 2011年05月06日 | 329             |

### シーズン4 （2011年 - 2012年）
| 通算 | 話数 | タイトル           | 原題                            | 監督                       | 米国放送日     | 視聴者数 (万人) |
| ---- | ---- | ------------------ | ------------------------------- | -------------------------- | -------------- | --------------- |
| 66   | 1    | 第三の世界         | Neither Here Nor There          | ジョー・チャペル           | 2011年09月23日 | 348             |
| 67   | 2    | もう一人の自分     | One Night in October            | ブラッド・アンダーソン     | 2011年09月30日 | 305             |
| 68   | 3    | 共感               | Alone in the World              | ミゲル・サポチニク         | 2011年10月07日 | 318             |
| 69   | 4    | 被験者9番          | Subject 9                       | ジョー・チャペル           | 2011年10月14日 | 316             |
| 70   | 5    | 別の現実           | Novation                        | Paul Holahan               | 2011年11月04日 | 321             |
| 71   | 6    | 時間               | And Those We've Left Behind     | ブラッド・アンダーソン     | 2011年11月11日 | 303             |
| 72   | 7    | 孤独               | Wallflower                      | Anthony Hemingway          | 2011年11月18日 | 288             |
| 73   | 8    | 潜入               | Back to Where You've Never Been | ヤノット・シュワルツ       | 2012年01月13日 | 287             |
| 74   | 9    | 黒幕               | Enemy of My Enemy               | ジョー・チャペル           | 2012年01月20日 | 319             |
| 75   | 10   | 予知               | Forced Perspective              | David Solomon              | 2012年01月27日 | 333             |
| 76   | 11   | 救世               | Making Angels                   | Charles Beeson             | 2012年02月03日 | 320             |
| 77   | 12   | ウエストフィールド | Welcome to Westfield            | David Straiton             | 2012年02月10日 | 305             |
| 78   | 13   | よりよい人間       | A Better Human Being            | ジョー・チャペル           | 2012年02月17日 | 300             |
| 79   | 14   | 発動               | The End of All Things           | Jeff Hunt                  | 2012年02月24日 | 308             |
| 80   | 15   | 愛の在りか         | A Short Story About Love        | J・H・ワイマン             | 2012年03月23日 | 287             |
| 81   | 16   | 生まれ変わり       | Nothing As It Seems             | フレデリック・E・O・トーイ | 2012年03月30日 | 308             |
| 82   | 17   | 正しい場所         | Everything in Its Right Place   | David Moxness              | 2012年04月06日 | 301             |
| 83   | 18   | 顧問               | The Consultant                  | ヤノット・シュワルツ       | 2012年04月13日 | 284             |
| 84   | 19   | 支配された未来     | Letters of Transit              | ジョー・チャペル           | 2012年04月20日 | 303             |
| 85   | 20   | 世界の崩壊         | Worlds Apart                    | Charles Beeson             | 2012年04月27日 | 309             |
| 86   | 21   | 新世界: Part 1     | Brave New World: Part 1         | ジョー・チャペル           | 2012年05月04日 | 273             |
| 87   | 22   | 新世界: Part 2     | Brave New World: Part 2         | ジョー・チャペル           | 2012年05月11日 | 311             |

### シーズン5 （2012年 - 2013年）
| 通算 | 話数 | タイトル       | 原題                                                  | 監督                                    | 米国放送日     | 視聴者数 (万人) |
| ---- | ---- | -------------- | ----------------------------------------------------- | --------------------------------------- | -------------- | --------------- |
| 88   | 1    | 2036年         | Transilience Thought Unifier Model-11                 | ヤノット・シュワルツ ミゲル・サポチニク | 2012年09月28日 | 312             |
| 89   | 2    | 希望           | In Absentia                                           | ヤノット・シュワルツ                    | 2012年10月05日 | 298             |
| 90   | 3    | ヒーロー       | The Recordist                                         | Jeff T. Thomas                          | 2012年10月12日 | 264             |
| 91   | 4    | ネックレス     | The Bullet That Saved the World                       | David Straiton                          | 2012年10月26日 | 255             |
| 92   | 5    | 復讐           | An Origin Story                                       | P. J. Pesce                             | 2012年11月02日 | 258             |
| 93   | 6    | 413号室        | Through the Looking Glass and What Walter Found There | ジョン・カサー                          | 2012年11月09日 | 247             |
| 94   | 7    | 世界を売った男 | Five-Twenty-Ten                                       | Eagle Egilsson                          | 2012年11月16日 | 270             |
| 95   | 8    | 未来           | The Human Kind                                        | Dennis Smith                            | 2012年12月07日 | 271             |
| 96   | 9    | 黒い傘         | Black Blotter                                         | Tommy Gormley                           | 2012年12月14日 | 312             |
| 97   | 10   | マイケル       | Anomaly XB-6783746                                    | Jeffrey Hunt                            | 2012年12月21日 | 302             |
| 98   | 11   | 親子           | The Boy Must Live                                     | Paul Holahan                            | 2013年01月11日 | 244             |
| 99   | 12   | 奪還           | Liberty                                               | P. J. Pesce                             | 2013年01月18日 | 328             |
| 100  | 13   | 絆             | An Enemy of Fate                                      | J・H・ワイマン                          | 2013年01月18日 |                 |